# Ctenoplusia melanocephala
Ctenoplusia melanocephala là một loài bướm đêm trong họ Noctuidae.